# Benilloba
Benilloba (en castillan et en valencien) est une commune d'Espagne de la province d'Alicante dans la Communauté valencienne. Elle est située dans la comarque du Comtat et dans la zone à prédominance linguistique valencienne.

## Toponymie
Il est généralement admis que le toponyme Benilloba dérive de l'arabe بني لوبة (banī lūba), qui est une hybridation entre banī («fils [de]» en arabe) et lūba (de lupa, «louve», en langue romane). Cette origine, selon laquelle Benilloba signifierait « fils du loup ou de la louve », est corroborée par une légende locale qui veut que Benilloba tire son nom du grand roi local, Muhammad ibn abd Allab ibn Sad ibn Mardanis, surnommé le « Roi Loup » en raison de vaillance au combat dans la lutte contre l'invasion de la péninsule Ibérique par les Almoravides au XIe siècle.
Cela étant, selon un autre auteur, il y aurait très peu de probabilité pour que le ben de Benilloba soit d'origine arabe, le plus probable étant qu'il trouve son origine dans le ben ibérique, qui signifie « mont » ou « hauteur ». Avec llo (« terre ») et ba (« bas »), le toponyme Benilloba, d'origine ibère, signifierait alors le « mont de la terre basse ».

## Géographie

Localisation d'Aigües
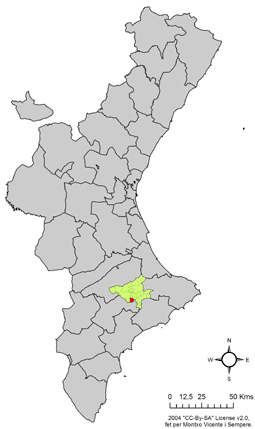
dans la Communauté valencienne.
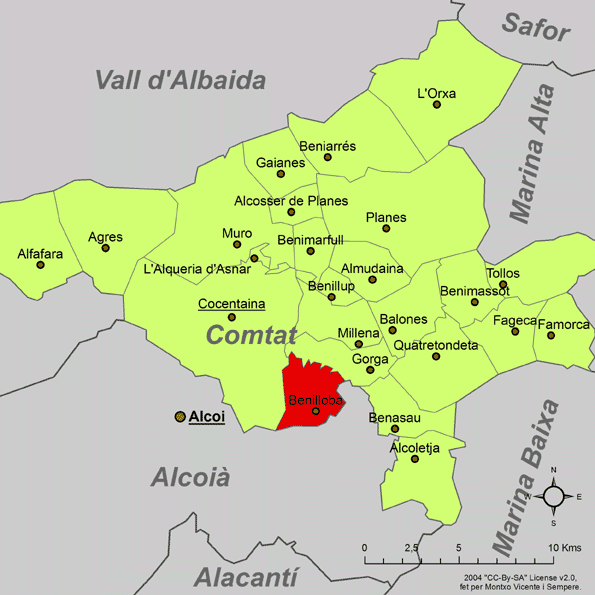
dans la comarque de l'Alacantí.

La commune de Benilloba est située sur la rive droite du Río Frainos, également connu sous le nom de rivière de Penàguila, dans les contreforts de la Sierra de Aitana, entre la Serreta de Alcoy et la Sierra de la Serrella, traversée par la route reliant Alcoy à Callosa d'en Sarrià.
Sur son territoire se trouvent :
- les Parajes del Salt, avec les vestiges d'un aqueduc, d'un pont et de deux anciens moulins à farine ;
- et le Barranc de Cuixot, avec un aqueduc.

### Localités limitrophes
Le territoire communal de Benilloba est voisin des communes de Cocentaina et Gorga dans la comarque du Comtat et Penàguila dans celle de l'Alcoià.

## Histoire
Benilloba était à l'origine une population musulmane enclavée dans la zone montagneuse de l'actuelle province d'Alicante. Intégrée au Royaume de Valence après la Reconquête, elle appartenait au territoire de Penàguila, dont elle relevait administrativement, ayant le qualificatif de "lieu" (lloc), supérieur à celui de "hameau" (alquería).
Son nom (écrit Benaloba) apparaît pour la première fois dans un acte d'échange de terres passé à Cocentaina le 18 juin 1258 entre le roi Jacques Ier d'Aragon, alors seigneur de Penàguila et de toutes ses dépendances et Don Eximeno Pérez de Orís, noble catalan. Ces terres seront vendues par un descendant de ce dernier, Don Juan Eximeno de Orís, le 3 mars 1315, à Don Bernardo de Cruïlles, autre noble catalan et pour alors seigneur de Penàguila.

### Création de la seigneurie

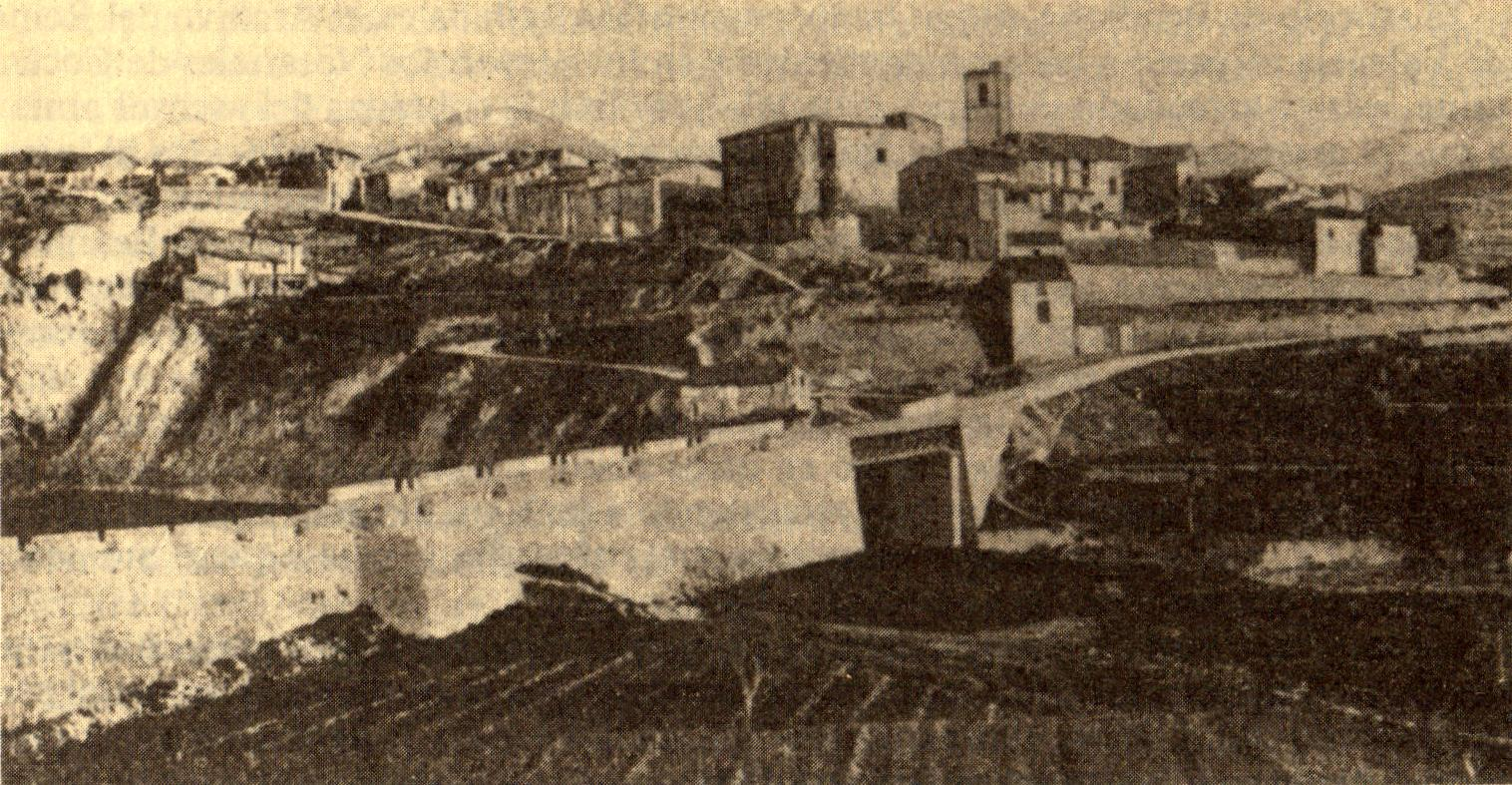
Photographie ancienne de Benilloba (1912)

L'information la plus ancienne sur son régime seigneurial date de 1316. Benilloba apparaît alors comme une seigneurie indépendante, détachée de celle de Penàguila. C'est un contrat passé entre Don Bernardo de Cruïlles, seigneur de Penàguila et Juseff Almatesi, Juif probablement de Valence, auquel il donne en location tous les droits qu'il détient sur le lieu de Benilloba, avant de les vendre l'année suivante au roi Jacques II d'Aragon. Ce dernier les cède peu après, le 23 juillet 1317, à Doña Violante de Grecia, sa fille née de sa seconde union avec Blanche d'Anjou.
En 1537, des troupes de l'Infant Don Fernando d'Aragon et de Castille, en conflit pour des motifs dynastiques avec son demi-frère, le roi Pierre IV d'Aragon, attaquent la population, qui parvient à les repousser, protégée derrière la muraille qui entoure alors et protège la ville. Entièrement peuplé de Mudéjars, Benilloba constituait alors une des aljamas les plus importantes de la région.

### Les comtes d'Aranda
Les héritiers de Doña Violante de Grecia conservèrent la seigneurie sans problème pendant près d'un siècle jusqu'à ce que le roi ordonne le recensement de ses terres, auxquelles ses représentants entendirent inclure Benilloba et qu'il se heurte à l'énergique protestation de son légitime seigneur, Don Carlos de Beaumont Ximénez de Boil, descendant de Doña Violante. Finalement, le roi Alphonse V d'Aragon confirma, le 20 janvier 1418, les droits de ce dernier et de ses descendants sur le lieu de Benilloba.
À la mort de Don Carlos sans descendant, la totalité de ses biens passa à son plus proche parent, Don Pedro Ximénez de Urrea, à qui le roi octroya le 20 décembre 1420 le "merum et mixtum imperium". La seigneurie de Benilloba, devenue baronnie, passa ainsi à la famille aragonaise des Urrea, qui reçut en 1488 du roi Ferdinand II d'Aragon le titre de comte d'Aranda.

### Évangélisation de Benilloba

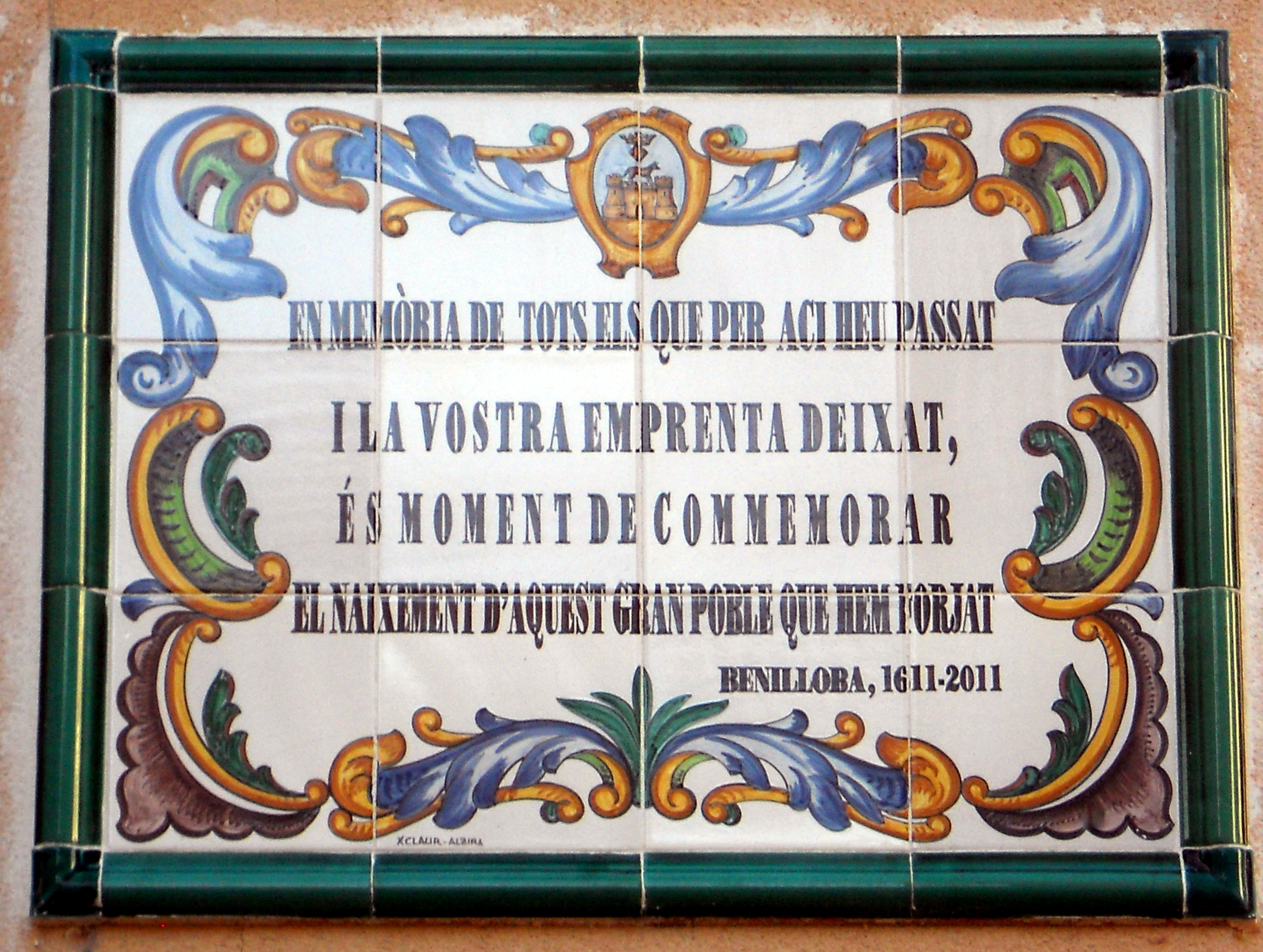
Plaque commémorative apposée sur la façade de lAyuntamiento de Benilloba à l'occasion du anniversaire de sa Carta Puebla (1611-2011)

En 1528 est nommé Bartolomé de los Angeles, frère franciscain, pour évangéliser la région. Malgré les multiples difficultés qu'il doit affronter, tant de la part des nobles locaux que de ceux que l'on prétend convertir, il prêche à Benilloba comme dans tous les autres villages morisques des alentours, où la totalité des populations est finalement baptisée. Fruit de cette mission, la mosquée de Benilloba est bénie et convertie en église en 1530, annexée à la paroisse de Penàguila. Quelques années plus tard, en 1535, Benilloba est érigée en paroisse indépendante, démembrée de celle de Penàguila, placée sous l'invocation de la Vierge Marie et de Saint Jérôme, avec pour annexes Benasau et Benifallim.

### Expulsion des Morisques et repeuplement de Benilloba
En 1609, à la suite de l'expulsion des Morisques du Royaume de Valence, le village, qui comptait alors 330 familles de Morisques, soit près de 1 485 habitants environ, se vide entièrement de sa population et reste à l'abandon.
En 1611, afin d'obtenir le repeuplement du lieu, les représentants de Don Antonio Ximénez de Urrea y Manrique de Lara, Ve comte d'Aranda, octroient deux chartes de repeuplement (Carta Puebla), la première le 5 septembre, la seconde le 7 du même mois à la suite de l'annulation de la précédente, très certainement exigée par les nouveaux colons face aux conditions abusives initialement posées par ledit seigneur. Sur les 42 chefs de famille, vieux chrétiens, cités dans cette seconde charte, la plupart semblent être originaires de villes et villages voisins. Trois mois plus tard, par écritures du 16 décembre 1611, c'est 55 nouveaux colons qui reçoivent ainsi, par adjudication seigneuriale, terres et maisons.

### Les épidémies de peste et le patronage de Saint Joachim
La première des épidémies du XVIIe siècle, la peste de Xàtiva (1596-1602), semble n'avoir que peu affecté Benilloba dont la mortalité au cours de ladite période, à en juger par les registres paroissiaux, n'a pas été supérieure à celle des années précédentes. La seconde épidémie de peste, sans doute la plus importante par le nombre très élevé de morts qu'elle causa dans les comarques voisines de Benilloba, fut celle qui se propagea de 1647 à 1652. L'épidémie s'étendit si rapidement qu'elle provoqua la panique au sein des populations du Royaume de Valence et comme l'avaient fait d'autres paroisses voisines, Benilloba voulut se choisir un saint patron à invoquer pour se protéger de l'épidémie. À cette fin, en 1647, tous les habitants du village se réunirent dans l'église, écrivirent les différents noms de saints proposés sur de petits papiers, les mirent dans un chapeau et les firent tirer au sort par un jeune enfant. Répétées par trois fois, le sort désigna à chaque fois Saint Joachim que les habitants prirent dès lors comme saint patron de la paroisse.

### Les comtes de Revillagigedo
Le 19 décembre 1757, Don Pedro Pablo Abarca de Bolea Ximénez de Urrea y Pons de Mendoza, Xe comte d'Aranda et Doña Ana María del Pilar Fernández de Híjar y Portocarrero, son épouse, vendent la seigneurie de Benilloba à Don Juan Francisco de Güemes y Horcasitas, Ier comte de Revillagigedo.
Malgré les dispositions qui abolirent les seigneuries en Espagne et les procès qui s'ensuivirent entre les habitants de Benilloba et les comtes de Revillagigedo entre 1836 et 1859, ces derniers ont réussi à maintenir leurs droits seigneuriaux jusqu'en juillet 1955, date à laquelle Doña María de la Concepción Ulloa y Fernández-Durán, Grande d'Espagne, comtesse de Revillagigedo, les céda à un particulier, Don Carlos Martínez de Velasco y Moreno, avocat madrilène,. La seigneurie de Benilloba est donc encore en vigueur de nos jours, constituant un cas exceptionnel dans la Communauté valencienne.

### Les derniers siècles

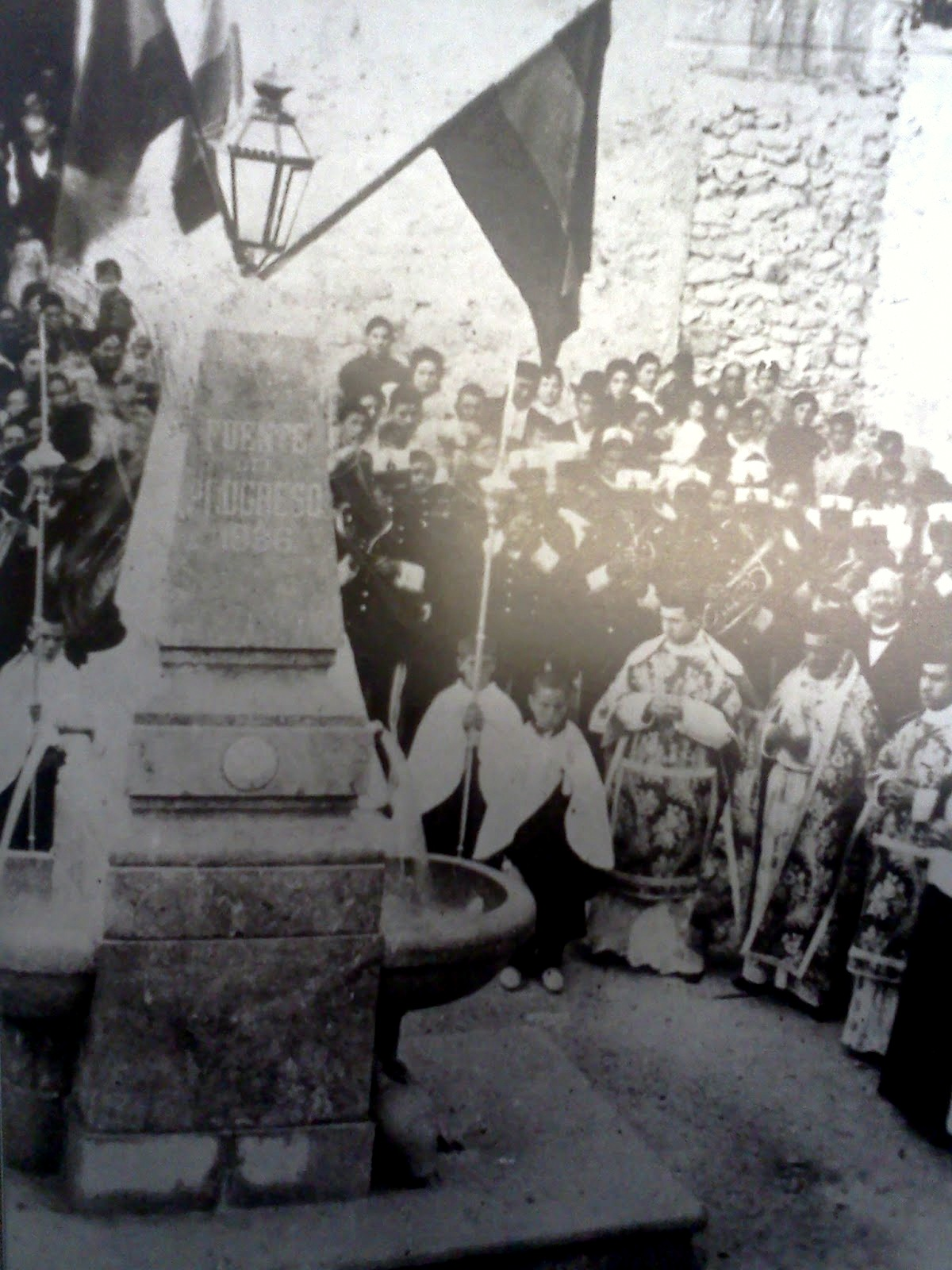
Inauguration et bénédiction de la Fontaine du Progrès (1896)

#### Les confréries de la Vierge des Douleurs et de Sainte Anne
En 1812, est fondée la confrérie de la Vierge des Douleurs. La chapelle de la Communion, qui jouxte l'église paroissiale, lui est dédiée en 1819. Les journaliers, laboureurs et autres professions agricoles en étaient traditionnellement membres. Quelques années plus tard, vers 1850, les ouvriers du secteur textile, alors en plein essor, fondent une autre confrérie, celle de Sainte Anne. Ces deux confréries sont désormais intégrées au déroulement des fêtes patronales.

#### L'eau potable
En 1847, année au cours de laquelle fut célébré le bicentenaire du patronnage de Saint Joachim, l'eau potable, puisée depuis le lieu-dit de Petrosa où est installée une nouvelle fontaine (la Font Nova), est canalisée et conduite jusqu'au village, dans le jardin de Don Francisco Barrachina, actuelle Place de la Fontaine (Plaza de la Fuente), où une fontaine est construite, adossée au mur d'une maison de la Calle Mayor, la rue principle. Jusque-là, les habitants du village s’approvisionnaient aux différents réservoirs, citernes et puits existants aux alentours, transportant l'eau au moyen de jarres à dos d'homme ou à dos de mulets pour ceux qui en possédaient.
Le 22 novembre 1890, l'homme d'Etat, Don José Canalejas Méndez, visite Benilloba. À cette occasion, il promet à ses habitants, venus en foule l'accueillir, une aide financière pour reconstruire cette canalisation d'eau potable, en mauvais état et dégradée par endroits. Sa promesse sera tenue et les réparations nécessaires seront faites dès l'année suivante, en 1891.
Cinq ans plus tard, en 1896, la Fontaine du Progrès (la Fuente del Progreso), magnifique fontaine en marbre remplaçant l'ancienne fontaine construite en 1847, est finalement inaugurée sur une petite place qui lui est dédiée, au centre du village.
Le 2 août 1981, est inaugurée, quelque temps après leur mise en service, la mise en place d'une nouvelle source de captage et l'installation d'un nouveau réservoir d'eau, au lieu-dit du Calvaire, au-dessus de la ville.

#### La société de musique
Vers 1885, une société de musique est fondée : La Filarmónica Benillobense (la Philharmonique de Benilloba).

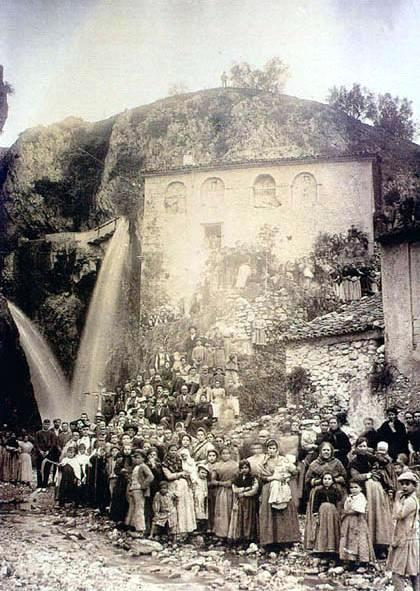
Molí del Salt - Inauguration et bénédiction de la Fàbrica de la Llum (1902)

#### L'électricité
L'énergie hydraulique fournie par le Río Frainos, également connu sous le nom de rivière de Penàguila, a été mise à profit dès la fin du XIXe siècle pour permettre l'électrification de Benilloba et en faire bénéficier ses industries. En 1899, Luís Orta Montpartler, de Benilloba, achète le Molí del Salt au nom de la Société Électrique de Benilloba, dont l'objet prévoit de "faciliter l'accès au public de la force et la lumière électrique et de manière générale à toutes ses diverses applications". Quelques années plus tard, en 1902, est inaugurée et bénie par les autorités politiques et religieuses la Fàbrica de la Llum.

#### Une forte émigration au début duXXesiècle
Dans les premières années du XXe siècle, conséquence du déclin des industries qui s'y étaient installées au siècle précédent, Benilloba connaît une forte émigration, principalement de ses jeunes hommes, à destination des États-Unis, de l'Argentine ou encore de la France.

#### L'arrivée de l'automobile
En 1912, la route provinciale n°3313, traversant Benilloba et reliant Callosa d'en Sarrià à Alcoy, est inaugurée. Quelques années plus tard, en 1924, le premier transport de voyageurs par automobile est mis en place entre Benilloba et Alcoy.

#### Les écoles
En 1929, se termine la construction des écoles publiques. Ces bâtiments, qui resteront en fonction jusqu'en 1982, hébergent aujourd'hui le centre des retraités.
Cette même année, le 25 juillet 1982, le ministre du Commerce, du Tourisme, des Transports et des Communications, Luis Gámir Casares, inaugure le nouveau collège destiné à accueillir les élèves de toute la zone (Collège public Vierge des Douleurs).

#### La Guerre Civile
Durant toute la Guerre Civile, la vie religieuse et paroissiale est interrompue. La première année du conflit, en 1936, l'église est incendiée par deux fois à quelques mois d'intervalle : la première fois dans la nuit du 6 au 7 mars et la seconde fois dans la nuit du 22 au 23 juillet ; dernier incendie au cours duquel furent détruits presque tous les ornements intérieurs de l'édifice.

#### Les troisFilaesde Benilloba
En 1947, sont créées les trois Filaes (bandes) de Benilloba à l'occasion des fêtes du tricentenaire du patronage de Saint Joachim :  Moros del Castillo (les Maures du Château), Cristianos de La Palmera  (les Chrétiens de La Palmeraie) et Moros del Arrabal (les Maures du Faubourg).

#### Le centre de santé
En 1991, est inauguré le centre de santé, qui dispense des soins médicaux et assure les premières urgences pour Benilloba et les villages voisins.

#### Le développement durable
Le 13 janvier 2011, la municipalité reçoit, à Madrid, des mains de Leurs Altesses Royales, les princes des Asturies, le Prix de la Science et de l'Innovation 2010 (Ville de la Science et de l'Innovation 2010), pour la réalisation de panneaux photovoltaïques sur le toit du collège public, destinés à développer une source d'énergie renouvelable et à réduire les émissions de gaz à effet de serre dans l'atmosphère.

## Démographie
| 1900  | 1910  | 1920  | 1930  | 1940  | 1950  | 1960  | 1970  | 1981  | 1991 | 2000 | 2005 | 2010 | 2012 |
| ----- | ----- | ----- | ----- | ----- | ----- | ----- | ----- | ----- | ---- | ---- | ---- | ---- | ---- |
| 1 541 | 1 087 | 1 228 | 1 041 | 1 026 | 1 144 | 1 232 | 1 189 | 1 023 | 900  | 922  | 874  | 821  | 800  |

## Administration
María Fernanda Sanz Biosca, du Parti Populaire, est l'actuelle première magistrate de Benilloba.
| Mandat    | Maire                                                | Parti Politique        |
| --------- | ---------------------------------------------------- | ---------------------- |
| 1979-1983 | Joaquín Doménech Boronat                             | UCD                    |
| 1983–1987 | Emilio Monerris Catalá                               | PSPV-PSOE              |
| 1987–1991 | Emilio Monerris Catalá                               | PSPV-PSOE              |
| 1991–1995 | José Cortés Cascant                                  | PSPV-PSOE              |
| 1995–1999 | Fernando Carbonell Llinares                          | PP                     |
| 1999–2003 | María Elena Mira Sousa                               | PSPV-PSOE              |
| 2003–2007 | María Elena Mira Sousa Rosalía Rosario Llorens Baena | PSPV-PSOE Groupe Mixte |
| 2007–2011 | María Fernanda Sanz Biosca                           | PP                     |
| 2011–2015 | María Fernanda Sanz Biosca                           | PP                     |
| 2015-     | Ana Delia Gisbert Climent                            | Coalició Compromís     |

## Économie

### Agriculture
Les terres agricoles représentent 73 % de la superficie du territoire municipal. Les surfaces cultivées le sont presque exclusivement en aridoculture, dominées par la culture de l'olivier (335 ha) et celles des arbres fruitiers (174 ha).

### Industrie
Traditionnellement, l'industrie textile a occupé une place importante dans l'économie de Benilloba, réputé de longue date notamment pour ses couvertures. À la suite de la modernisation de ce secteur dans les années 1960, beaucoup de manufactures s'y étaient encore installées. Mais, à la suite de la profonde crise subi par ce secteur à partir des années 1970, il n'en restait plus aucune dix ans plus tard. Les seules industries qui parvinrent à s'y maintenir de par leur spécialisation, ont disparu en totalité dans les premières années du XXIe siècle.

## Monuments et lieux remarquables

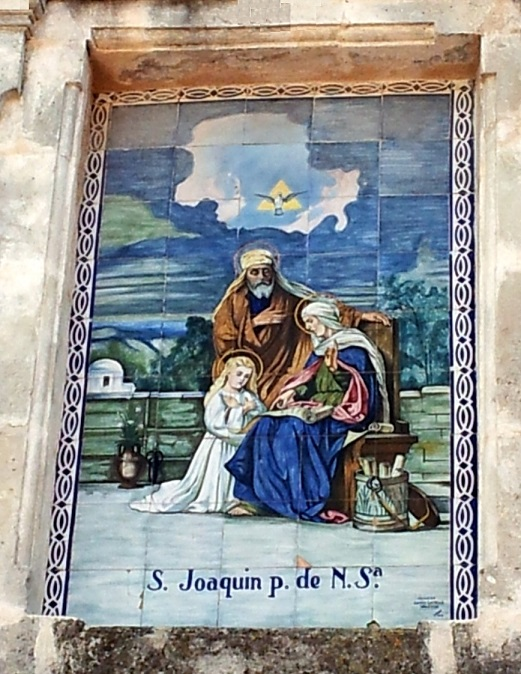
Saint Joachim (Église de la Nativité de Notre-Dame de Benilloba)

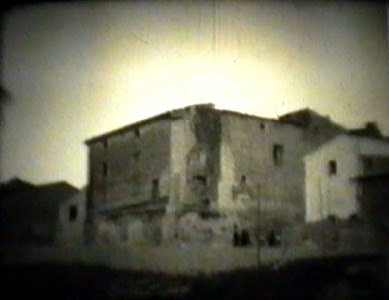
Photographie ancienne du Palais des Comtes de Revillagigedo (1933)

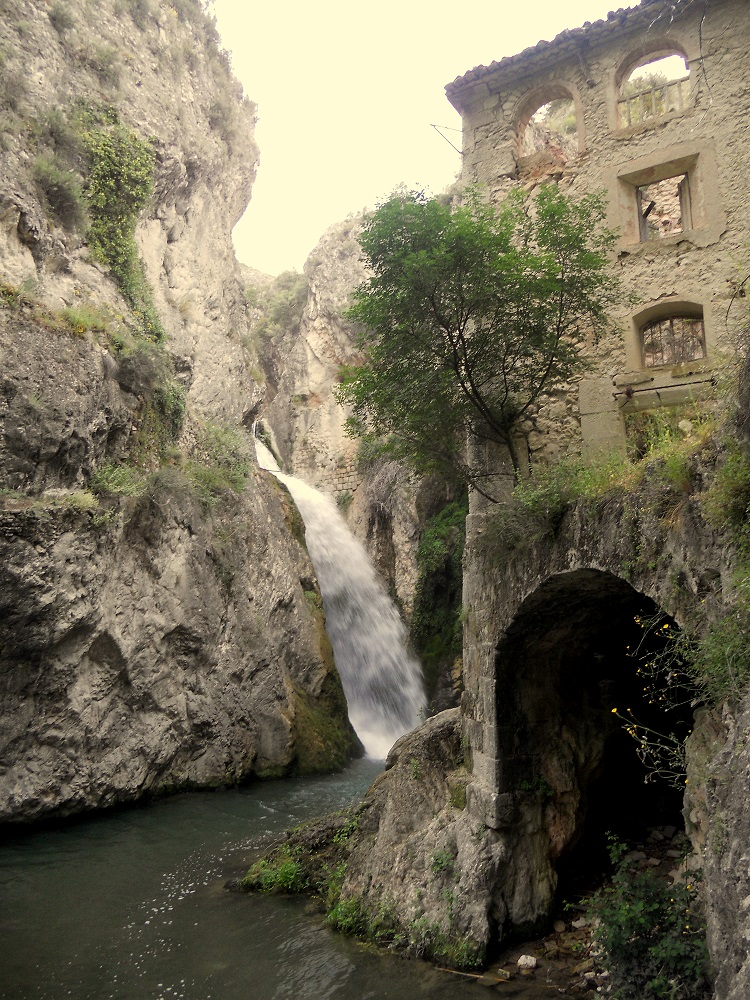
Ruines du Molí del Salt

- Église de la Nativité de Notre-Dame de Benilloba (XVIIe siècle)  : Église paroissiale située sur la Place de l'Église qu'elle partage avec la Casa consistorial ou Ayuntamiento (Ajuntament en valencien). Édifice d'intérêt architectonique restauré en 1993 et 1995 par les étudiants d'Histoire de l'art de l'Université de Valence. Église néoclassique en forme de croix latine avec nef de trois vaisseaux et chapelles latérales avec corniches typiques munies de balcons. La croisée du transept est couverte d'une fausse coupole qui n'apparaît pas à l'extérieur. La chapelle de la Communion (XIXe siècle), indépendante, est située à l'autre côté de la tour prismatique, maçonnée de blocs de pierres rectangulaires, qui sert de campanile et d'horloge[29].

- Palais des Comtes de Revillagigedo (XVIIIe siècle) : Construit sur les vestiges de l'ancienne place forte primitive et du noyau urbain médiéval, l'ancienne Casa-fortaleza qui disposait d'une tour jusqu'au XIXe siècle, s'est écroulée en 1958 à la suite de fortes intempéries.

- Céramiques murales (XVIIIe siècle) : Les rues du village conservent d'anciennes céramiques murales représentant les saints dont elles ont bien souvent pris le nom[30].

- Molí Vell : Moulin à farine en ruines situé à proximité du pont à l'entrée du village, antérieur au Molí del Salt, également connu sous les noms de Molí del Pont du fait de son emplacement, Molí del Comte pour être propriété seigneuriale des Comtes de Revillagigedo ou encore Molí de Blai, du nom de son propriétaire, Blai Santana, qui l'acheta en 1883, avant de le transmettre à son fils, Francisco Santana, dernier meunier. En activité jusque dans les années 1950. Détruit dans les années 1990.

- Molí del Salt (XVIIIe siècle) : Moulin en ruines situé au lieu-dit du Salt, à l'extérieur du village, sur la rive gauche du Río Frainos, également connu sous le nom de rivière de Penàguila. On y accède en suivant un sentier qui passe devant une fontaine (la Font de la Teulería), les restes de l'aqueduc du même nom et les ruines d'un autre moulin (le Molí de les Penyes del Salt construit en 1852 par Francisco Ximeno Blanes). La descente jusqu'au moulin, qui emprunte un très ancien pont de pierres, est facilitée par une rambarde et des escaliers maçonnés. Sans aucun doute, le Moulin du Salt est l'un des plus singuliers et des plus pittoresques de la comarque. Au bout d'un long défilé tortueux, il se situe au pied d'une chute d'eau de près de vingt mètres, le long de parois verticales dont la roche a été creusée et aménagée pour y conduire les eaux de la rivière. Le moulin, libre d'accès, peut être visité à tout moment. Pour autant, il est aujourd'hui en ruines, les toits se sont effondrés et il ne reste plus que quelques pans de murs, ainsi que les vieux moteurs utilisés. Ce moulin, propriété des Comtes de  Revillagigedo, a été construit dans les années 1760-1770 et affermé à divers meuniers de la région, avant d'être vendu en 1865 à Don Benjamín Barrié Dosonié, consul britannique auprès du Royaume de Valence. En 1899, Luís Orta Montpartler, habitant de Benilloba, le rachète au nom de la Société Electrique de Benilloba dans le but d'y produire de l'électricité, que la société vendra aux habitants et entreprises de Benilloba (la Fàbrica de la Llum).

- Barranc de Cuixot (XVIIIe siècle) : Entre les limites municipales de Benilloba et de Penàguila, à proximité du Molí de Raimundo situé sur le territoire de Penàguila, aqueduc composé de deux arches. Sa particularité tient à la différence de dimension de ses arches, l'une petite, l'autre beaucoup plus grande et à sa forme incurvée. Cet aqueduc a été construit en 1794 pour conduire les eaux qui venaient de Penàguila arroser les jardins de Benilloba.

- Molí de Paper (XIXe siècle) : Moulin en ruines situé sur l'ancien chemin de Benilloba à Benifallim, également connu sous les noms de Molí del Barranquet de Soler, del Barranquet de Monllor ou Molí del Llatero. Moulin à farine construit en 1813 par Blas Herrero (le premier à être construit libre de droits seigneuriaux), affermé et converti plus tard en moulin à papier.

- Molí del Noguer (XIXe siècle) : Moulin aujourd'hui disparu. Moulin à farine situé à l'entrée du village, construit en 1818 par Blas Herrero, affermé, sans activité depuis 1931 et détruit dans les années 1970.

## Fêtes
- Marché traditionnel du Vendredi-Saint. Produits traditionnels régionaux (charcuterie, plats locaux, fromages, vins, huile d'olive et les traditionnelles Monas de Pascua). Exposition également de tissus anciens traditionnels (Au LLar del Jove on peut voir en fonctionnement d'anciens métiers à tisser, véritables moteurs économiques de Benilloba dès le début du XXe siècle.

- Jour de la Saint-Vincent. Célébré le lundi après le dimanche de Pâques. Chant de la Aurora à 6 heures du matin dans les rues du village, suivi de la Procesión dels Combregats avec visite des personnes malades ou impotentes en ayant fait la demande. Grillades à midi dans la cour des anciennes écoles.

- Fêtes patronales : Fêtes majeures, célébrées durant cinq jours, du 14 août au 18 août, en l'honneur de Saint Joachim (Sant Joaquim ou Xoxim en valencien). Les célébrations ecclésiastiques dédiées au saint patron du village s'y mêlent aux célébrations populaires des Maures et Chrétiens, représentées à Benilloba par trois Filaes (bandes) : Moros del Castillo (les Maures du Château), Cristianos de La Palmera  (les Chrétiens de la Palmeraie) et Moros del Arrabal (les Maures du Faubourg). Le deuxième samedi de juillet, ces fêtes patronales sont annoncées avec  el Acto de la Proclamación, célébration où les membres des Filaes, accompagnés par La Filarmónica Benillobense (la Philharmonique de Benilloba), défilent dans les rues du village annonçant à tous la date du début des fêtes à venir.

- Nit de l'Olla : Premier jour des fêtes patronales, en soirée défilé humoristique organisé par les habitants du village sur des thèmes ayant marqué l'actualité nationale et internationale de l'année écoulée.

- Jour de l'Entrée. Deuxième jour des fêtes patronales. Diana à 7 heures du matin. Entrée à 7 heures du soir et défilé des Maures et Chrétiens de Los Pinets jusqu'à la Place du Château.

- Jour de Saint Joachim. (Sant Joaquim ou Xoxim en valencien). Troisième jour des fêtes patronales et principale journée des actes de célébration en l'honneur du saint patron. Diana à 8 heures du matin. Grand messe à midi en présence des autorités municipales et du comité des fêtes. L'après-midi, procession dans les rues du village en l'honneur de Sainte Anne, de la Vierge des Douleurs et de Saint Joachim, chaque saint étant porté par une des trois Filaes.

- Jour des Ambassades. Avant-dernier jour des fêtes patronales. Ambassade des Maures à midi sur la Place du Château, suivie de la prise du château, à laquelle succède celle des Chrétiens dans l'après-midi, suivie de la reconquête de la Place.

- Jour de l'Enfant. Dernier jour des fêtes patronales. Diverses activités consacrées aux enfants à la piscine municipale. En soirée, repas partagé suivi à minuit, pour finaliser la fête, d'un spectaculaire correfoc (défilé de personnes déguisées en démons, dansant et sautant avec leurs feux d'artifice sur une pique, au son de la musique de la dolçaina).

- Danses typiques en l'honneur de la Vierge Marie. Danses traditionnelles organisées par les Conscrits, appelés les Quintos, c'est-à-dire par les jeunes du village atteignant l'âge de 18 ans au cours de l'année. La Dansà de Benilloba est dansée tout le premier week-end de septembre, du jeudi jusqu'au dimanche, sur la Place de l'Omet, avec costume traditionnel et accompagnée par des musiciens appelés les Dolçainers. Le dimanche a lieu une grand messe avec offrande de fleurs à la Vierge Marie.

- 9 octobre. Jour de la Communauté valencienne. Commémoration de l'entrée en 1238 de Jacques Ier d'Aragon à Valence, capitale du nouveau royaume de Valence. À midi, après lecture du manifeste, a lieu un défilé dans les rues du village avec nains et géants jusqu'à la rue Jaime I où a lieu un spectacle pyrotechnique. Une grande paella est ensuite offerte à toute la population dans la cour des anciennes écoles.

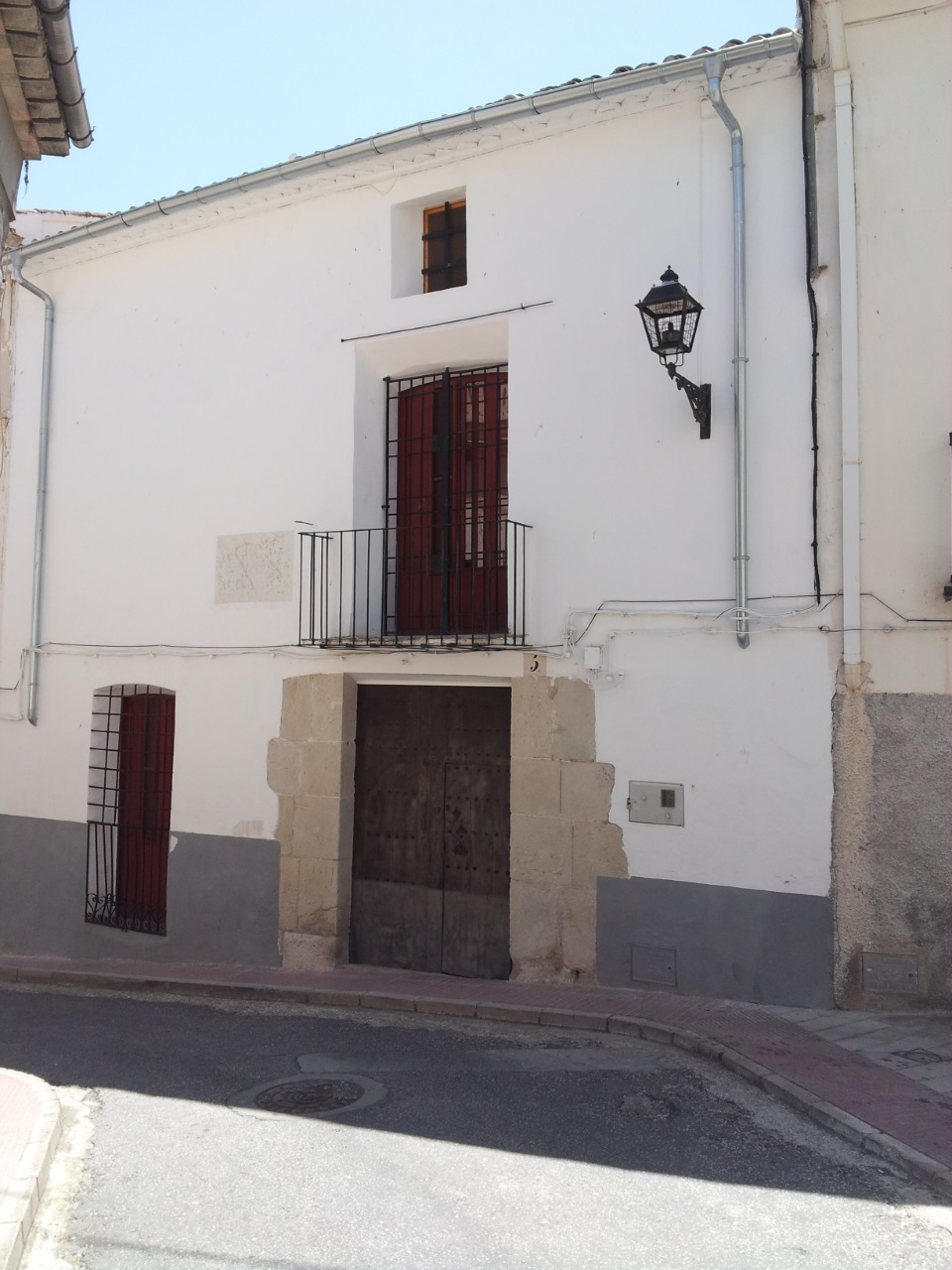
Maison natale de lExm°. Sr. D. Pascual Doménech Tomás (1842-1925)

## Personnalités
- Francisco Antonio Mira Monllor (1684-1776), prêtre, né à Benilloba le 14 février 1684, fils de Gines Juan Baltazar Mira Bernabeu, notaire de Benilloba et de Gregoria Ventura Monllor Yvorra, son épouse, tous deux de Benilloba. Docteur en Théologie, curé du lieu de Teresa et de la ville de Canals avant d'être celui de la paroisse du Protomartyr Saint Étienne de Valence, où il meurt en 1776[31].

- Antoni Andreu Gines Mira Monllor (1699-1742), religieux de la Compagnie de Jésus, frère du précédent, né à Benilloba le 12 janvier 1699. Maître en Arts, docteur en Théologie, recteur de la Royale et Pontificale Université de Gandia et qualificateur auprès du Tribunal du Saint-Office de l'Inquisition. Mort à Valence en 1742[32].

- Ginés Joseph Joaquín Gabriel Mira Monllor (1706), prêtre, frère des précédents, né à Benilloba le 16 mars 1706. Docteur en Théologie, curé de la paroisse du Sauveur de Valence[33].

- Ginés Luis Antonio Joachín Mira Vilaplana (1727), avocat, neveu des précédents, né à Benilloba le 8 juin 1727, fils de Luis Antonio Gerónimo Mira Monllor, ciudadano de inmemorial, de Benilloba et de Rita Vilaplana Sendra, son épouse, de Xixona. Auteur de l'œuvre sur le centenaire de la nomination de Saint Joachim comme saint patron de Benilloba[34].

- Francisco Xavier Juan Ramón Ripoll Domínguez (1731-1812), religieux de la Compagnie de Jésus, né à Benilloba le 10 de mars 1731, fils de Vicente Juan Ripoll et de Cecilia Domínguez, son épouse, habitants de Benilloba. Coadjuteur temporaire au Collège Séminaire de San José de Manille en 1760. Expulsé des Philippines en 1768. Mort le 29 mai 1812 à l'Hôpital de Saint-Jean-de-Dieu de Rome[35].

- Pascual Doménech Tomás (1842-1925), avocat et homme politique valencien, né à Benilloba le 14 janvier 1842, fils de Pascual Doménech Mullor, de Benilloba et de Mariana Tomás Doménech, de Penàguila, son épouse. Licencié en Droit, membre du Parti démocrate, il eut une certaine influence politique dans la comarque de l'Alcoià. Élu au Congrès des Députés pour le District de Segorbe en 1903, il renonça en session le 23 mars 1904 ayant été nommé le 18 janvier 1904 Magistrat au Tribunal Suprême. Liberal-Conservateur, il mourut à Segorbe en 1925[36]. Le 7 février 1904 une plaque commémorative fue apposée sur la façade de sa maison natale dans la rue San Cristóbal.

- Federico Borrell García (1912-1936), surnommé El Taino, né à Benilloba le 3 janvier 1912, fils de Vicente Borrell Casanova y de María García Ripoll, son épouse, tous deux de Benilloba. Anarchiste installé à Alcoy, il lutta durant la Guerre civile espagnole au sein des milices de CNT et est mondialement connu pour être le sujet de la photographie de Robert Capa, Mort d'un soldat républicain, prise le 5 septembre 1936 au Cerro Muriano dans la province de Cordoue. L'authenticité de ce cliché a été et reste sujet à caution.

## Concours de télévision
En 2010 a été organisé un concours de télévision sur Canal 9 à l'issue duquel, un couple à la recherche d'une maison, a été choisie parmi plusieurs autres familles, pour remporter une maison dans le village.